# Tapley Seaton
Sir Samuel Weymouth Tapley Seaton GCMG CVO QC JP (São Cristóvão, 28 de julho de 1950 – 29 de junho de 2023) foi um politico e foi o quarto Governador-Geral de São Cristóvão e Neves de 15 de maio de 2015 até 31 de janeiro de 2023.

## Morte
Morreu no dia 29 de junho de 2023, aos 72 anos.